# Forst (Berne)
Pour les articles homonymes, voir Forst.
Forst est une localité et une ancienne commune suisse du canton de Berne qui a fusionné avec Längenbühl au 1er janvier 2007, pour former la nouvelle commune de Forst-Längenbühl.